# Seegrenzdisput in der Nordsee zwischen Deutschland, den Niederlanden und Dänemark

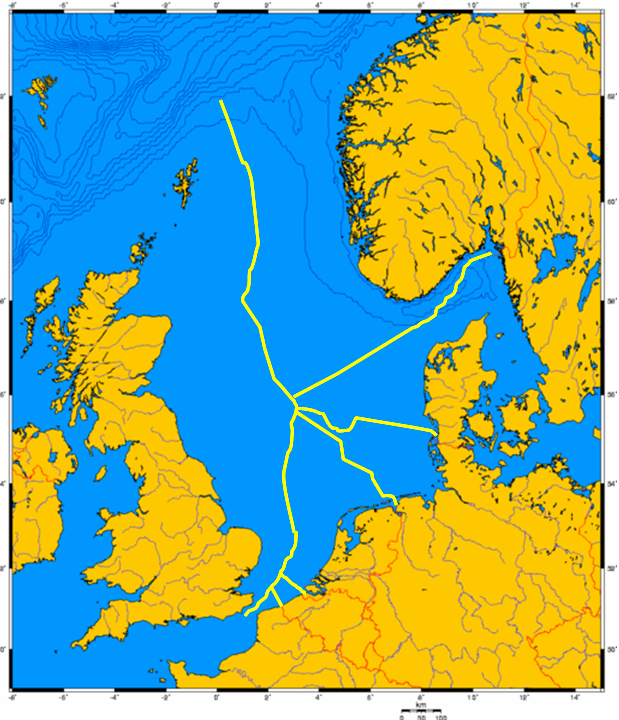
Wirtschaftszonen in der Nordsee, der Entenschnabel entspricht dem deutschen Anteil

Der Seegrenzdisput in der Nordsee zwischen Deutschland, den Niederlanden und Dänemark betraf die Abgrenzung von öl- und gasreichen Gebieten des Festlandsockels in der Nordsee. Er brachte zwei Streitfälle vor den Internationalen Gerichtshof (auch bekannt als Nordsee-Kontinentalschelf-Fälle) und endete mit einer Vereinbarung zwischen den drei Staaten, welche den sogenannten Entenschnabel zur Folge hatte.

## Hintergrund
Regelungen zur Abgrenzung von Festlandsockeln finden sich in der Genfer Festlandsockelkonvention von 1958, welche damals zwar von Dänemark und den Niederlanden – nicht aber von Deutschland – ratifiziert worden war. Nach Artikel 6 dieser Konvention soll die Abgrenzung der Festlandsockel primär durch Vereinbarung zwischen den Küstenanrainern bestimmt werden. Eine Vereinbarung bestand zum damaligen Zeitpunkt jedoch nicht. Sekundär, also in Ermangelung einer Vereinbarung, soll das Äquidistanzprinzip („Ziehen einer Linie, deren Punkte von jedem Ufer gleich weit entfernt sind“) zur Anwendung gelangen.
Weil Deutschland mangels Ratifikation des Abkommens nicht an Artikel 6 gebunden war, vertrat es den Standpunkt, es müsse eine billige und gerechte (just and equitable) Aufteilung vorgenommen werden, welche sich an der Länge der Küstenlinien orientieren sollte. Dänemark und die Niederlande hingegen erklärten das Äquidistanzprinzip für eine allgemeinverbindliche Norm des Völkerrechts; daher sei dies für die Abgrenzung des Schelfs maßgebend.
Um den Streit zu schlichten, brachten die Parteien im Jahr 1968 ihre jeweiligen Fälle (Deutschland v. Dänemark und Deutschland v. die Niederlande) vor den IGH. Dieser sollte die anwendbaren Regeln des Völkerrechts bestimmen und eine Abgrenzung auf Grundlage hiervon vornehmen. Wegen ihrer Ähnlichkeit wurden die Verfahren zur gemeinsamen Verhandlung und Entscheidung verbunden.

## Das Urteil
Sein Urteil fällte der internationale Gerichtshof am 20. Februar 1969.
Zunächst erklärte er das Äquidistanzprinzip für nicht anwendbar und folgte insoweit der Argumentation Deutschlands: Es handelte sich weder um eine allgemeine Regel des Rechts der Festlandsockel, noch war es (bis dato) Teil des Völkergewohnheitsrechts geworden. Hierzu definierte der Gerichtshof die Voraussetzungen, unter denen eine vertragliche Norm in den Korpus des allgemeinen Völkerrechts übergehen könne: Es bedürfe einer Staatenpraxis von gewisser Dauer (objektives Element), welche von einer Rechtsüberzeugung der praktizierenden Staaten getragen wird (subjektives Element), der sogenannten opinio iuris.
Auf der anderen Seite sei auch der Lösung Deutschlands nicht zu folgen. Weil der Festlandsockel eine natürliche Verlängerung des Staatsgebiets darstelle – auf welche der jeweilige Staat ein inhärentes Recht habe – bedürfe es keiner (gerechten) Aufteilung, sondern einer Abgrenzung.
Im Ergebnis ordnete der Gerichtshof jedoch an, dass die Abgrenzung durch Vereinbarung zwischen den Parteien zu erfolgen habe. Hierbei seien „die Auswirkungen einer zufälligen Besonderheit Deutschlands, der konkaven Küste, abzuschwächen, aus der sich eine ungerechtfertigte Ungleichbehandlung ergeben könnte“. Damit konnte sich Deutschland insoweit durchsetzen, dass somit Billigkeitserwägungen in die Vereinbarung eingestellt werden mussten.

## Rechtliche Kernaussagen
Auch völkervertragliche Regelungen können in den Korpus des Völkergewohnheitsrechts übergehen, wenn ihnen grundlegend normbildender Charakter zukommt. Die Zeitdauer hierfür kann kurz sein, wenn der Vertrag eine umfassende und repräsentative Beteiligung erfahren hat. Im Rahmen der Staatenpraxis ist dafür eine umfassende und einheitliche Anwendung erforderlich in der Übereinstimmung, dass man auf Grund völkerrechtlicher Verpflichtung handelt. Bloße Courtoise, Bequemlichkeit oder Tradition genügen nicht.

## Folge
In den anschließenden Verhandlungen gewährten die Staaten Deutschland den größten Teil des zusätzlichen Schelfs, den es anstrebte.